# Баэс, Хавьер
Хавьер Иван Баэс Гаминьо (исп. Xavier Iván Báez Gamiño; род. 22 июля 1987, Рейноса, Мексика) — мексиканский футболист, полузащитник.

## Клубная карьера
Баэс начал профессиональную карьеру в клубе «Гвадалахара». 17 февраля 2007 года в матче против «Атланте» он дебютировал в мексиканской Примере. 21 апреля в поединке против «Веракрус» Хавьер забил свой первый гол за «Гвадалахару». В 2010 году он помог клубу выйти в финал Кубка Либертадорес и даже отличился в поединке против чилийского «Универсидад де Чили».
В 2013 году Баэс на правах аренды перешёл в «Толуку». 7 января в матче против своей бывшей команды «Гвадалахара» он дебютировал за новый клуб.
В 2014 году Хавьер подписал контракт с «Крус Асуль». 5 января в матче против «Монтеррея» он дебютировал за команду. По итогам сезона он завоевал Кубок чемпионов КОНКАКАФ. В начале 2016 года Баэс присоединился к клубу «Некакса». 10 января в матче против «Атланте» он дебютировал в Лиге Ассенсо. В этом же поединке Хавьер забил свой первый гол за «Некаксу». По итогам сезона он помог команде выйти в элиту.
24 октября 2018 года Баэс подписал трёхлетний контракт с новообразованным клубом «Остин Боулд» из Чемпионшипа ЮСЛ, второго по уровню дивизиона США. В первом матче в истории клуба — в поединке против «Лас-Вегас Лайтс», состоявшемся 9 марта 2019 года, он вышел в стартовом составе и отыграл все 90 минут. 29 июня 2019 года в матче против «Колорадо-Спрингс Суитчбакс» он забил свой первый гол за «Остин Боулд».

## Достижения
«Гвадалахара»
- Финалист Кубка Либертадорес — 2010

 «Крус Асуль»
- Обладатель Кубка чемпионов КОНКАКАФ — 2013/14